# Богољуб Станковић
Богољуб Станковић (Ботош, 1. новембар 1924 — Нови Сад 16. мај 2018) био је српски математичар и академик. Станковић је био редовни члан Српске академије наука и уметности и Војвођанске академије наука и уметности.

## Биографија
Рођен је 1. новембра 1924. године у селу Ботошу, срез Зрењанин. Основну школу и гимназију је завршио у Новом Саду. Рат га је затекао у шестом разреду гимназије. Јуна 1944. године је ухапшен од стране мађарске тајне полиције и прошао је кроз више логора у Мађарској и Немачкој. Крај рата је дочекао у логору Дахау. Уписао је студије математике на Филозофском факултету у Београду 1945, дипломирао јуна 1949. године. Последње године студија био је стипендиста Српске академије наука. Као студент, учествовао је у изградњи пруга Брчко—Бановићи и Шамац—Сарајево. Године 1949. изабран је за асистента Математичког института САНУ, где је докторирао 1954. године. Када је 1954. године основан Филозофски факултет у Новом Саду са катедром математике, Матична комисија га је изабрала међу првим наставницима. Учествовао је у организовању и извођењу наставе на групи за математику од њеног оснивања као и стварању, окупљању и школовању кадрова за истраживачки рад из редова студената. Већ 48 година води семинар из математичке анализе којег је он и основао. Кроз тај семинар прошли су скоро сви наставници из математичке анализе. Године 1959. изабран је за ванредног професора, а 1964. за редовног професора. Године 1990. је пензионисан. За дописног члана Српске академије наука и уметности изабран је 1963. године, а за редовног 1972. За редовног члана Војвођанске академије наука и уметности (ВАНУ) и првог председника изабран је 1979. године.
Академик Б. Станковић је на универзитету и факултету имао бројне функције. Био је шеф катедре за математику Природно-математичког факултета у Београду, продекан и декан факултета, директор Института за универзитетску наставу Универзитета у Новом Саду, директор Института за математику Природно-математичког факултета у Новом Саду, и у једном изборном периоду ректор Универзитета у Новом Саду. Ожењен је, има две ћерке. Говори енглески и француски, а служи се немачким, руским и мађарским језиком.
Преминуо је 16. маја 2018. године у Новом Саду.

## Наставна делатност

### Предавања на редовним студијама
Целокупна наставничка каријера академика Станковића везана је за Филозофски, односно Природно-математички факултет у Новом Саду. Као први наставник анализе на групи за математику имао је задовољство да учествује у припреми и доношењу наставних планова и програма групе за математику од првих дана оснивања и рада катедре за математику у Новом Саду. Учествовао у обликовању и извођењу свих предмета анализе и њене примене на Филозофском, Природно-математичком и Пољопривредном факултету у Новом Саду.

### Предавања на III степену и по позиву
Водио је студије на III степену на Природно-математичком факултету до пензионисања, као и студије на III степену из математике на Пољопривредном факултету у Новом Саду. На позив ректора Париског универзитета радио је на предмету Општа математика 1959/60. школске године. Предавања на позив других универзитета држао је у Загребу, Будимпешти, Сегедину, Дебрецину, Кувајту, Алахабаду (Индија), Бризбену (Аустралија) и на многим другим универзитетима.
Био је ментор за више од 15 доктората наших и страних кандидата, а за више страних доктората давао је своје мишљење (писмено).

### Осавремењивање наставног процеса
Академик Станковић је посебну пажњу посветио наставном процесу и припремању наставних јединица. Код свих анкета међу студентима добијао је највише оцене за одржана предавања. Посебно се бавио проблемом пријема студената на прву годину студија и њиховом прилагођавању универзитетској настави.

## Научно-стручна делатност

### Учешће на научно-стручним скуповима
На иницијативу пољских математичара и Математичког института Пољске академије наука у Катовицама истраживачи у области уопштених функција окупљају се на научним скуповима увек у другој земљи. Први састанак је био у Пољској 1963, а већ други у Југославији (Сребрно). Одржавао се до сада у СССР, Бугарској, Мађарској, ДР Немачкој, Индији. Још три састанка одржана су у Југославији (1987. у Дубровнику, 1996. и 2004. у Новом Саду). На те састанке долазе најистакнутији математичари из ове области, из целог света, од Јапана до Северне и Јужне Америке. На овај начин се непосредно прате најновији резултати из ове области. На свим тим састанцима академик Б. Станковић имао је излагања по позиву. Са тих састанака издају се зборници радова чије штампање и продају преузимају велике издавачке куће у свету (Plenum Press, New York; World Scientific, Singapur,...) или међународни часописи.
Поред ових скупова академик Богољуб Станковић учествовао је по позиву на великом броју других скупова: у Мађарској, Пољској, Бугарској, Немачкој, Русији, Индији, Кувајту, Аустралији и Југославији. Академик Б. Станковић учествовао је са излагањем на скоро свим Светским конгресима који су се држали у току његове наставне каријере, као и на свим Југословенским конгресима математичара.

### Рад на пројектима
Преко заједничких пројеката са институтима академија наука СССР, Пољске и Бугарске Б. Станковић је доприносио повезивању наших истраживача са великим истраживачким центрима у свету. Станковић је био главни истраживач пројекта који је финансиран из заједничког фонда USA-YU (1985—1988. и 1989—1992). То је први пројекат у претходној Југославији којег је америчка агенција NSF прихватила да финансира.

### Уређивачка и редакцијска делатност
Академик Б. Станковић био је, a и сада је, члан редакција више наших и страних часописа и Proceedings-a са међународниих скупова. Био је председник организационих одбора три међународна скупа.

## Шира стручна и друштвена активност
Академик Б. Станковић је био члан Друштва математичара Југославије, а сада је члан Америчког математичког друштва и Друштва математичара Србије. Био је дугогодишњи члан Извршног одбора Друштва математичара, физичара и астронома Југославије. Поред тога, био је и члан Извршног одбора Балканске математичке уније и Европског савета за математику.
Од 1991. до 1995. био је управник Одељења за математику Математичког института САНУ. Шира друштвена активност академика Станковића веома је богата. Био је посланик Просветно-културног већа Савезне скупштине и члан Извршног одбора Интерпарламентарне уније – Одбор за Југославију (1969-1974); делегат Србије земље на заседању Интерпарламентарне уније у Каракасу и потпредседник председништва Конференције Интерпарламентарне уније на заседању у Риму 1974. године (посвећене загађивању Средоземног мора); члан трочлане делегације наше земље која је обишла земље Јужне Америке, Карипског подручја и Вашингтон (у оквиру Интерпарламентарне уније).

## Значајна признања и награде

### Награде
- Октобарске награде Новог Сада 1962.
- Награда ослобођења Војводине 1976.
- Седмојулска награда СР Србије 1978.
- Награда АВНОЈ-а 1981.

### Ордени
- Орден заслуге за народ са сребрним зрацима 1965.
- Орден рада са златним венцем 1973.
- Орден рада са црвеном заставом 1973.
- Орден братства и јединства са златним венцем 1979.

### Међународна признања
- Officier de l'ordere national de merite, Republique France
- Почасни је грађанин америчког града Балтимора
- Почасни је члан Издавачког одбора часописа: Fractional Calculus and Applied Analysis.